# Dead Static Drive
 (août 2020).
Dead Static Drive est un jeu vidéo indépendant de type survival horror développé par Team Fanclub. Il était prévu de sortir en 2021 sur Windows et Xbox One. Le jeu possède un style graphique "rétro Americana", et implique un road trip qui se transforme en horreur lovecraftienne.

## Trame
Le personnage principal du jeu part en road trip pour renouer avec les membres de sa famille séparés, voyageant entre les villes et effectuant des quêtes dans chaque ville où ils peuvent se promener librement à l'extérieur de leur voiture. Le joueur se rend compte que l'apocalypse est en cours et doit combattre des monstres Lovecraftiens et potentiellement arrêter la fin du monde.

## Développement
Le créateur du jeu, Mike Blackney, a commencé le développement en 2014, et 6 mois plus tard, en 2015, a reçu une subvention Unreal Dev de 15 000 $ pour le développement du jeu,. Plus tard, il a également reçu un financement du gouvernement australien qui lui a permis de quitter son emploi d'enseignant et de continuer à développer le jeu, ainsi que d'embaucher un artiste et un musicien. Il a noté l'inspiration pour le jeu du film sortie en 1981 The Evil Dead, et l'horreur se déroulant dans les banlieues et les décors banals, et a décrit le jeu comme un "Grand Theft Cthulhu".

## Accueil
Stephanie Chan de VentureBeat a qualifié le jeu de "stylé mais aussi évocateur". Adam Smith de Rock, Paper, Shotgun a qualifié les graphismes de "charmants" et les monstres "rafraîchissants", commentant que le jeu pourrait utiliser un folklore qui n'est pas seulement Lovecraft.